# Emilie Martin
Emilie Martin   (Elizabeth, 30 de desembre de 1869 - South Hadley, 8 de febrer de 1936) va ser una matemàtica d'els Estats Units d'Amèrica.

## Vida i obra
Martin va estudiar a Filadèlfia fins al 1890 en que va ingressar al Bryn Mawr College en el qual es va graduar en matemàtiques i llatí el 1894. Els anys següents va continuar al Bryn Mawr ampliant estudis de matemàtiques sota la direcció de Charlotte Angas Scott i James Harkness. El 1899 va ser professor a de matemàtiques a la Misses Kirk's School de Rosemont (Pennsilvània).
El curs següent, amb una beca, va completar estudis a la universitat de Göttingen juntament amb Virgínia Ragsdale i en retornar el 1901 va obtenir el doctorat a Bryn Mawr amb una tesi sobre els grups de grau quinze i divuit.
El 1903 va ser nomenada professora de matemàtiques del Mount Holyoke College (Massachusetts) en el qual es va jubilar el 1935. Va ser membre de l'Associació americana per l'avanç de la ciència, de la Societat Americana de Matemàtiques i de l'Associació Matemàtica d'Amèrica.